# Чауський район
Чауський район — адміністративна одиниця Білорусі, Могильовська область.

## Персоналії
В районі народилися:
- Болдуєв Хома Лук'янович — радянський військовий діяч, генерал-майор, начальник Київського вищого загальновійськового командного училища у 1970—1972 роках (село Жалива).